# Rathwire
Rathwire är en ort i republiken Irland.   Den ligger i grevskapet An Iarmhí och provinsen Leinster, i den centrala delen av landet, 60 km väster om huvudstaden Dublin. Rathwire ligger 128 meter över havet och antalet invånare är 1 226.
Terrängen runt Rathwire är huvudsakligen platt. Rathwire ligger uppe på en höjd. Runt Rathwire är det ganska glesbefolkat, med 27 invånare per kvadratkilometer. Närmaste större samhälle är An Muileann gCearr, 14,5 km väster om Rathwire. Trakten runt Rathwire består i huvudsak av gräsmarker.